# Díkybohu je den zkázy
Díkybohu je den zkázy (v anglickém originále Thank God It's Doomsday) je 19. díl 16. řady (celkem 354.) amerického animovaného seriálu Simpsonovi. Scénář napsal Don Payne a díl režíroval Michael Marcantel. V USA měl premiéru dne 8. května 2005 na stanici Fox Broadcasting Company a v Česku byl poprvé vysílán 4. listopadu 2007 na stanici ČT2.

## Děj
Homer, Bart a Líza se nechají ostříhat v dětském kadeřnictví ve springfieldském nákupním centru. Líza a Bart se ale začnou prát a navzájem si stříhají vlasy, až jim na hlavě skoro nic nezbude. Začnou je pronásledovat členové fotografického kroužku, a tak se všichni tři schovají v kině, kde zrovna běží film Ponechání napospas. Ve filmu dojde k nanebevzetí. Homera vyděsí, že se to může stát i doopravdy. Marge mu řekne, že by to nenastalo jen tak a že by jako první Bůh seslal znamení. Homera následující den ale potkávají zvláštní náhody. Následně se pustí do pročítání hromady knih o nanebevzetí. Na základě informací z těchto knih provede svůj první výpočet, kdy mu vyjde, že k nanebevzetí dojde ve 3:15 odpoledne, ve středu 18. května, tedy přesně za týden. Homer záhy vyjde do centra Springfieldu a výsledek svého výpočtu začne veřejně rozhlašovat. Marge Homera přesvědčuje, aby toho nechal, že je to trochu šílené, ale když večer v televizi vidí v přímém přenosu havárii vzducholodi s celebritami, Marge vyděsí naplňování Homerova proroctví: hvězdy padají na zem. Po tomto incidentu začnou Homerovi věřit i ostatní spoluobčané Springfieldu. Homer tedy všem představí svůj plán, který spočívá v tom, aby před 3:15 odpoledne příští středu byli na Stolové hoře.
Za týden tedy autobusem přepraví několik obyvatel Springfieldu a na nanebevzetí čekají na Stolové hoře. Pár vteřin před 3:15 se zatáhne obloha, ale nic se nestane, pouze začne pršet. Čekají tak na Stolové hoře dalších několik hodin, ale stále se nic neděje, a tak všichni celí zmáčení odejdou zpět domů. Homer je z toho nešťastný a všichni ze Springfieldu si z něj dělají legraci. Rozhodne se tedy vyhodit všechny knihy a plakáty o nanebevzetí, ale při prohlížení obrazu Poslední večeře zjistí, že je na něm i Ježíš, a apoštolů tam je tudíž 13, nikoli 12, a tak přepočítá svůj výpočet a vyjde mu datum 19. května, 3:15 ráno. Probudí tak svou rodinu a začne vykřikovat, že přepočítal svůj původně chybný výpočet a že na nanebevzetí má dojít přesně za 30 minut. Homer je prosí, aby s ním jeli na Stolovou horu, ale rodina nesouhlasí, protože je noc. Homer se tak na Stolovou horu vypraví sám. Když nastane čas předpovídaného nanebevzetí, opět se nic nestane. Homer se naštve, ale záhy zjistí, že stoupá do nebe. Tam si vyžádá informace o tom, co se děje na Zemi, a zjistí, že je tam úplná apokalypsa. Po chvíli se ale probudí se zjištěním, že šlo o pouhý sen a k žádnému nanebevzetí nedošlo.

## Přijetí
Ve Spojených státech díl během premiéry sledovalo 10,05 milionu diváků.
Patrick D. Gaertner ze serveru Puzzled Pagan napsal: „Tento díl není špatný, přestože se celý točí kolem něčeho, co já osobně nesnáším. Hodně jsem tu mluvil o tom, že nemám rád křesťanství, ale myslím, že jsem ještě nemluvil o tom, jak moc mě štve myšlenka vytržení. Je to jen vymyšlená věc, kterou křesťané používají, aby se tvářili, že jsou na správné straně, a lidé, kteří oprávněně věří, že každou chvíli nastane konec světa, mě opravdu děsí. Jsou tak přesvědčení, že tenhle život nic neznamená a že se budou věčně poflakovat v nebi, takže v reálném životě bývají hrozní. Ale když pominu vytržení, líbí se mi představa Homera, který je tím fascinován a stane se jedním z těch protivných věštců soudného dne. Nejsem příznivcem myšlenky, že se Homer skutečně setkal s Bohem a přesvědčil ho, aby zrušil vytržení, ale myslím, že se na to můžeme vykašlat a předstírat, že to všechno byl sen a ta věc s Vočkem byla náhoda.“.
Server Gabbing Geek v hodnocení dílu uvedl: „Zajímalo by mě, jak dobře se tato epizoda vysílala v jiných zemích. Koncept vytržení je poměrně americká myšlenka, kterou se ohánějí převážně evangelikální fundamentalističtí křesťané bez vyznání, již používají výklad Bible, který se v jiných zemích příliš nevyskytuje. Základní myšlenka, že v soudný den spravedliví prostě vystoupí do nebe a zanechají za sebou hromadu oblečení, se jinde příliš neobjevuje.“.
Don Payne byl za scénář k této epizodě nominován na Cenu Sdružení amerických scenáristů za vynikající scénář k animovanému dílu na 58. ročníku těchto cen.